# Радимља (река)
Радимља је речица у Херцеговини, десна притока Брегаве. Извире на јужном делу површи Дабрице, општина Берковићи, тече кривудавим током кроз клисурасто корито. Улива се Брегаву код села Радимља код Стоца.